# Deroceras invadens
Deroceras invadens – gatunek inwazyjnego, lądowego, nagiego ślimaka trzonkoocznego z rodziny pomrowikowatych (Agriolimacidae), opisanego naukowo w 2011 roku. Do tego czasu był uznawany za pochodzącego z Malty i Sycylii, pomrowika panormitańskiego (Deroceras panormitanum), uznawanego za szkodnika upraw. Opublikowane w 2011 roku badania morfologiczne, behawioralne i genetyczne wykazały, że są to odrębne gatunki, choć zewnętrznie nierozróżnialne.

## Występowanie
Deroceras invadens pochodzi prawdopodobnie z Włoch. Uważa się, że został introdukowany w wielu krajach Europy, obydwu Ameryk, Afryki Południowej, w Australii, Nowej Zelandii i na wielu wyspach oceanicznych. Najstarsze wzmianki o introdukcji w Europie pochodzą z lat 30. XX wieku z Wielkiej Brytanii i Irlandii. Szybkie zwiększanie zasięgu jego występowania jest obserwowane od około 1975 roku. W Europie rozprzestrzenił się od Hiszpanii po Grecję i wyspy Morza Śródziemnego, Bułgarię, Wielką Brytanię i zachodnią Francję. Szybko rozprzestrzenia się w Europie Środkowej. Występuje na nizinach i na małych wysokościach na terenach górskich (w Bułgarii do 1500 m n.p.m.), w ogrodach, parkach, na półpustyniach i polach uprawnych. Preferuje zacienione doliny rzek w pobliżu źródeł. W Grecji i Wielkiej Brytanii spotykano go pod kawałkami drewna i pod kamieniami, w Wielkiej Brytanii również w kartonach i innych śmieciach na pustych lub porośniętych roślinnością nieużytkach.
W Polsce został stwierdzony w 2001 roku w pobliżu Ogrodu Botanicznego we Wrocławiu.

## Budowa
Budową zewnętrzną nie różni się od wielu innych gatunków z rodzaju Deroceras, zwłaszcza od pomrowika panormitańskiego i D. golcheri. 

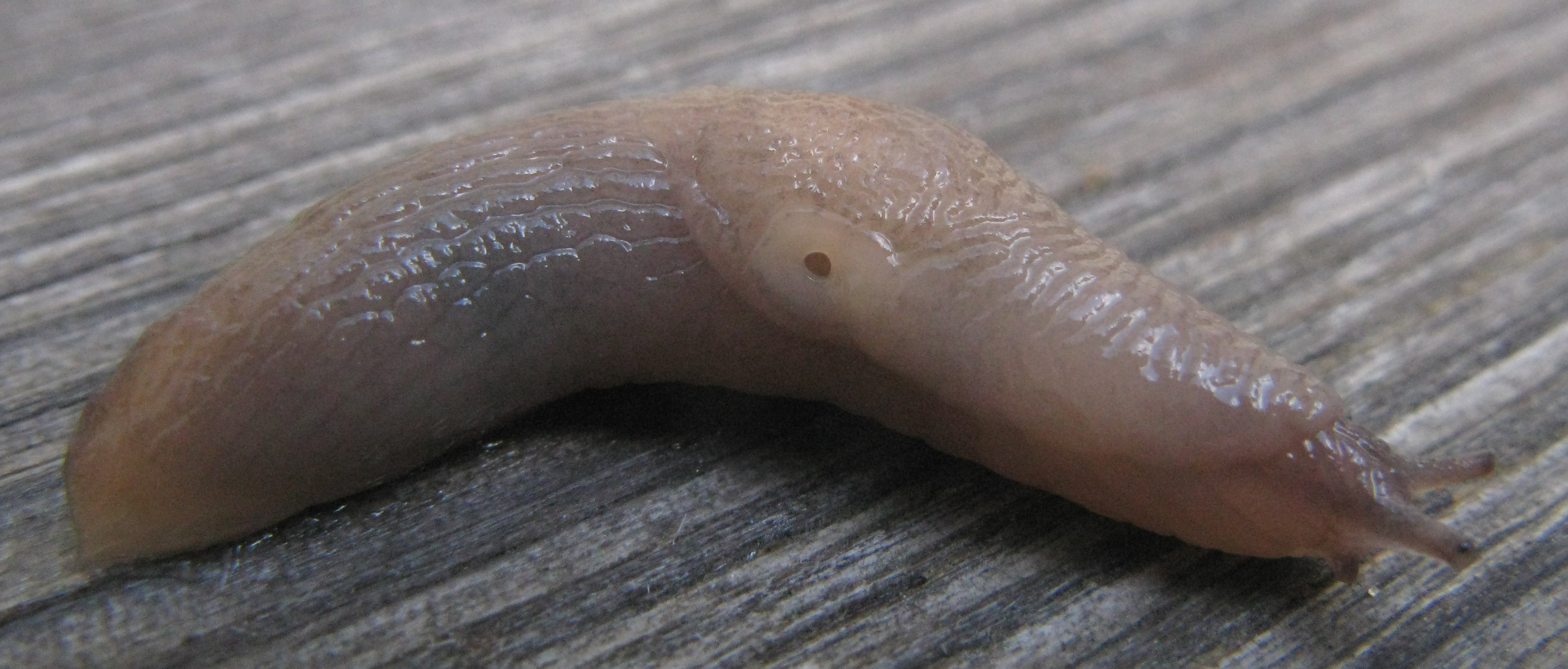
Osobnik sfotografowany na Sycylii. Identyfikacji dokonano na podstawie zachowań rozrodczych

Podobnie jak one, osiąga wymiary 20 × 4,5 mm (maksymalna długość 35 mm). Ma półprzezroczyste, jasnoszare, kremowo-, czekoladowo- lub czarnobrązowe ciało, z ciemnymi plamkami, czasami całkowicie czarne. Otwór oddechowy położony jest w tylnej połowie płaszcza. Długość płaszcza przekracza 1/3 długości ciała i wynosi 5,5–8 mm.
Różnice pomiędzy tymi gatunkami dostrzegalne są w budowie narządów rozrodczych i ich przydatków (w tylnej części prącia leżą dwa zwrócone ku tyłowi rożkowate wyrostki, pomiędzy którymi znajduje się gruczoł penialny w postaci pęczka kilku niepodzielonych struktur) oraz w zachowaniach rozrodczych. 

## Biologia
D. invadens zjada żywe lub gnijące części roślin. W sprzyjających warunkach może rozmnażać się przez cały rok. Jego jaja mają wymiary 1,75 × 1,4 mm.

## Taksonomia
Do 2011 roku gatunek ten był opisywany głównie pod nazwą Deroceras panormitanum, rzadziej jako D. caruanae. Badania prowadzone nad gatunkami z rodzaju Deroceras wykazały, że oryginalny opis D. panormitanum (dotyczący osobnika opisanego z Palermo) nie jest zgodny z opisami osobników spotykanych na kontynencie europejskim. Dokładne badania morfologiczne, behawioralne i genetyczne przeprowadzony przez Heike Reise i współpracowników wykazały, że D. panormitanum jest endemitem Malty i Sycylii, a znany z kontynentu, inwazyjny ślimak to odrębny gatunek, który został przez tych badaczy opisany naukowo w 2011 roku pod nazwą Deroceras invadens, jako gatunek nowy dla nauki. Za holotyp przyjęto osobnika pozyskanego z Wielkiej Brytanii.

### Etymologia
Epitet gatunkowy invadens pochodzi od łac. invadere (prowadzić inwazję) i nawiązuje do szybkiego rozprzestrzeniania się tego gatunku.